# Wilfred Christopher
Wilfred Christopher is een Surinaams diplomaat. Hij was ambassadeur bij België en de Europese Unie van 2011 tot 2015.

## Biografie
Wilfred Christopher werd op 17 november 2011 door president Bouterse ingezworen in de functie van ambassadeur. Hij was ambassadeur bij België en de Europese Unie van 2011 tot 2015. Tijdens zijn ambassadeurschap introduceerde Suriname het document Personen van Surinaamse Afkomst (PSA) dat bestemd is voor mensen in de Surinaamse diaspora. Met een PSA kunnen zij makkelijker zonder werkvergunning in Suriname werken.